# Friedensgericht (Großherzogtum Hessen)
Friedensgerichte waren in der Gerichtsverfassung des Großherzogtums Hessen die Gerichte der ersten Instanz in der Provinz Rheinhessen.

## Historischer Hintergrund
Bis 1816 war Rheinhessen zunächst französisch besetzt gewesen, dann annektiert und Teil des französischen Staates. In dieser Zeit war hier auch das französische Rechtssystem, einschließlich der entsprechenden Gerichtsverfassung eingeführt worden. Dazu gehörten als unterste Stufe der Rechtsprechung seit 1790 Friedensgerichte (justice de paix). Das Großherzogtum Hessen übernahm 1818 nach dem Wiener Kongress und einem Gebietstausch das überwiegend linksrheinische Gebiet, das es in der Folge als Provinz Rheinhessen konstituierte. Es bestand aus 12 Kantonen, die zugleich den Bezirk für je ein Friedensgericht bildeten. Das Großherzogtum übernahm das französische Recht und die bestehende Gerichtsverfassung. Sowohl der Staat als auch ein erheblicher Teil der Einwohner hatten ein Interesse daran, das moderne französische Recht beizubehalten, in dem z. B. die Trennung der Rechtsprechung von der Verwaltung vollzogen und rechtliche Privilegien des Adels abgeschafft waren.

## Organisation
Die Friedensgerichte waren zunächst dem Kreisgericht Mainz zugeordnet, das 1836 in die beiden Kreisgerichte Mainz und Alzey aufgespalten wurde. Im Übrigen blieben die Bezirke der Friedensgerichte – besonders im Vergleich zu den zahlreichen Gerichts- und Verwaltungsreformen der übrigen Ebenen der Rechtsprechung und in den anderen Landesteilen des Großherzogtums – erstaunlich stabil. 1852 wurden die Kreisgerichte in „Bezirksgerichte“ umbenannt, ohne dass sich sonst etwas änderte.
Übersicht
| Friedensgericht                | Zuordnung zum Kreisgericht ab 1836 | Anmerkung                             |
| ------------------------------ | ---------------------------------- | ------------------------------------- |
| Friedensgericht Alzey          | Alzey                              |                                       |
| Friedensgericht Bingen         | Mainz                              |                                       |
| Friedensgericht Mainz I        | Mainz                              |                                       |
| Friedensgericht Mainz II       | Mainz                              |                                       |
| Friedensgericht Nieder-Olm     | Mainz                              |                                       |
| Friedensgericht Ober-Ingelheim | Mainz                              |                                       |
| Friedensgericht Oppenheim      | Alzey                              |                                       |
| Friedensgericht Osthofen       | Alzey                              | Bis 1822: „Friedensgericht Bechtheim“ |
| Friedensgericht Pfeddersheim   | Alzey                              |                                       |
| Friedensgericht Wöllstein      | Alzey                              |                                       |
| Friedensgericht Wörrstadt      | Mainz                              |                                       |
| Friedensgericht Worms          | Alzey                              |                                       |

## Zuständigkeit
Zuständig waren die Friedensgerichte in zivilrechtlichen Streitigkeiten geringeren Umfangs. Die Angelegenheiten der freiwilligen Gerichtsbarkeit oblagen dagegen Notariaten. Die Friedensgerichte waren im Bereich des Strafrechts für Gegenstände zuständig, die heute dem Bereich der Ordnungswidrigkeiten oder der Kleinkriminalität zugeordnet wären. Weiter konnten sie bei den in ihrem Bezirk verübten Verbrechen von den Ermittlungsrichtern der Obergerichte mit der Untersuchung eines Falles beauftragt werden.

## Ende
Mit dem Gerichtsverfassungsgesetz von 1877 wurden Organisation und Bezeichnungen der Gerichte reichsweit vereinheitlicht. Zum 1. Oktober 1879 hob das Großherzogtum Hessen deshalb die Friedensgerichte auf. Funktional ersetzt wurden sie durch neu eingerichtete Amtsgerichte.